# QuiCooking
QuiCooking（クイッキング）は、料理レシピをメインとした月刊のフリーペーパーである。

## 概要
名前の由来は、その名の通り「Quick」と「Cooking」の文字を掛け合わせたもので、各地のスーパーマーケット店頭で配布されている。毎月25日ごろに発行。
簡単・手軽に作れる料理レシピなどをカレンダー形式で紹介している。また、料理の写真と作り方、エネルギーはもちろん、料理に使用材料の持つ効能成分などを掲載している。
2003年12月 - 北海道札幌市広告代理店である百景広告社にて創刊（札幌版）。2006年頃から百景広告社が編集し各地の印刷・出版社が発行するという形態（一部では地元の出版社が編集の一部を手がけたり、百景広告社が関与しないケースもある）で全国展開を始め、全国で170万部（公称）発行中。